# Totor
Totors forunderlige oplevelser – Spejderføreren fra Oldenborrepatruljen (fransk: Les Aventures de Totor, C. P. des Hannetons) er den første tegneserie af den belgiske tegneserieskaber Hergé, der senere blev kendt for Tintins oplevelser. Totor blev udgivet månedligt fra juli 1926 til sommeren 1929 i det belgiske spejdermagasin Le Boy Scout Belge, med en pause på ni måneder i 1927. Historien er på 26 sider og drejer sig om den nævnte Totor, en belgisk spejder, der rejser for at besøge sin tante og onkel i Texas, USA. Der støder han på fjendtlige indianerstammer og gangstere, som han hver især overlurer, inden han vender tilbage til Belgien.
Historien blev genudgivet på fransk i 1973 i bogen Archives Hergé 1 ISBN 2-203-00501-7 og blev udgivet på dansk i 1975 i Fra Hergés arkiv ISBN 87-562-0743-3.